# Excalibur Series VI
 Excalibur Series VI – samochód sportowy klasy kompaktowej produkowany pod amerykańską marką Excalibur w latach 1991–1997.

## Historia i opis modelu

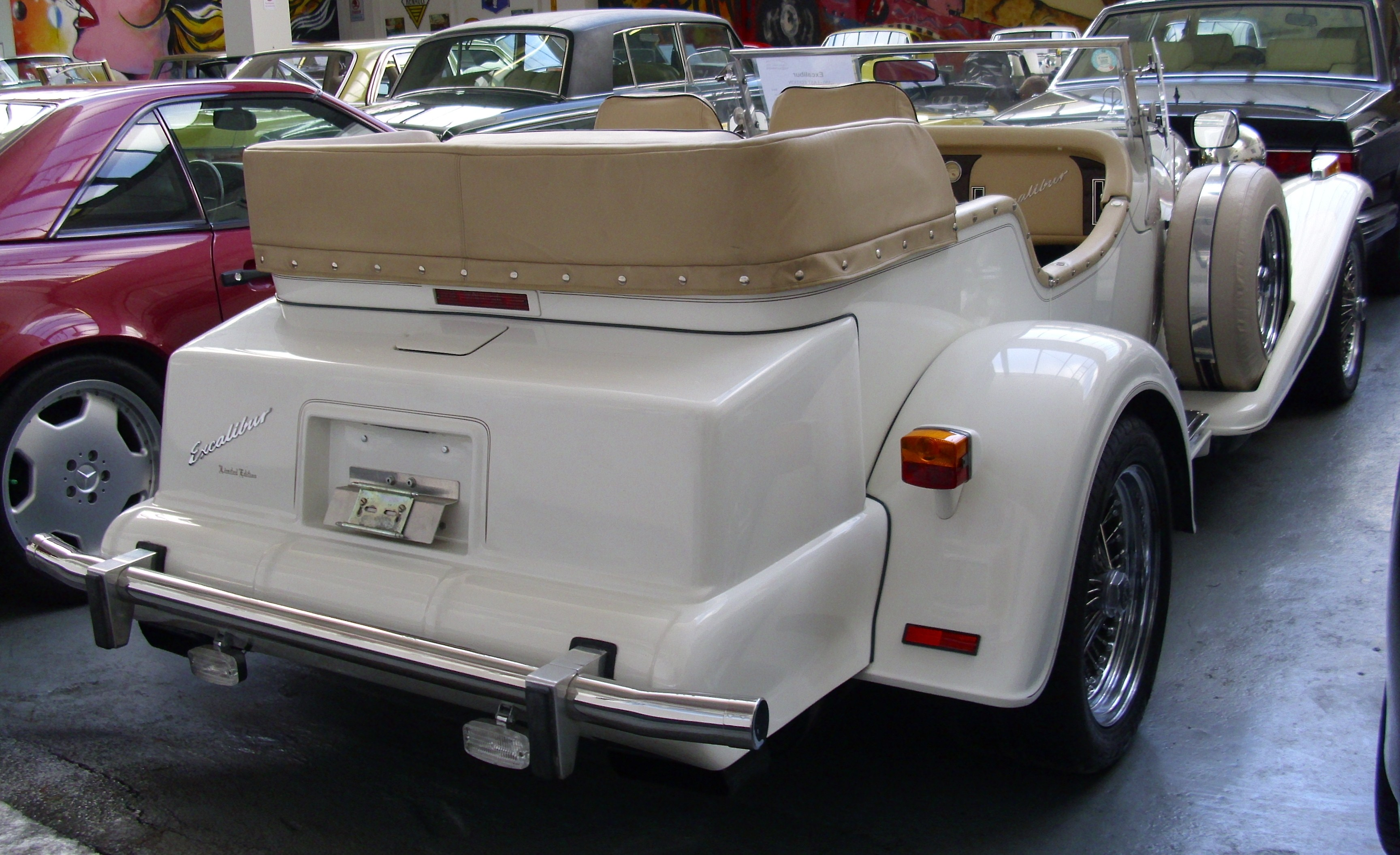
Excalibur Series VI - tył

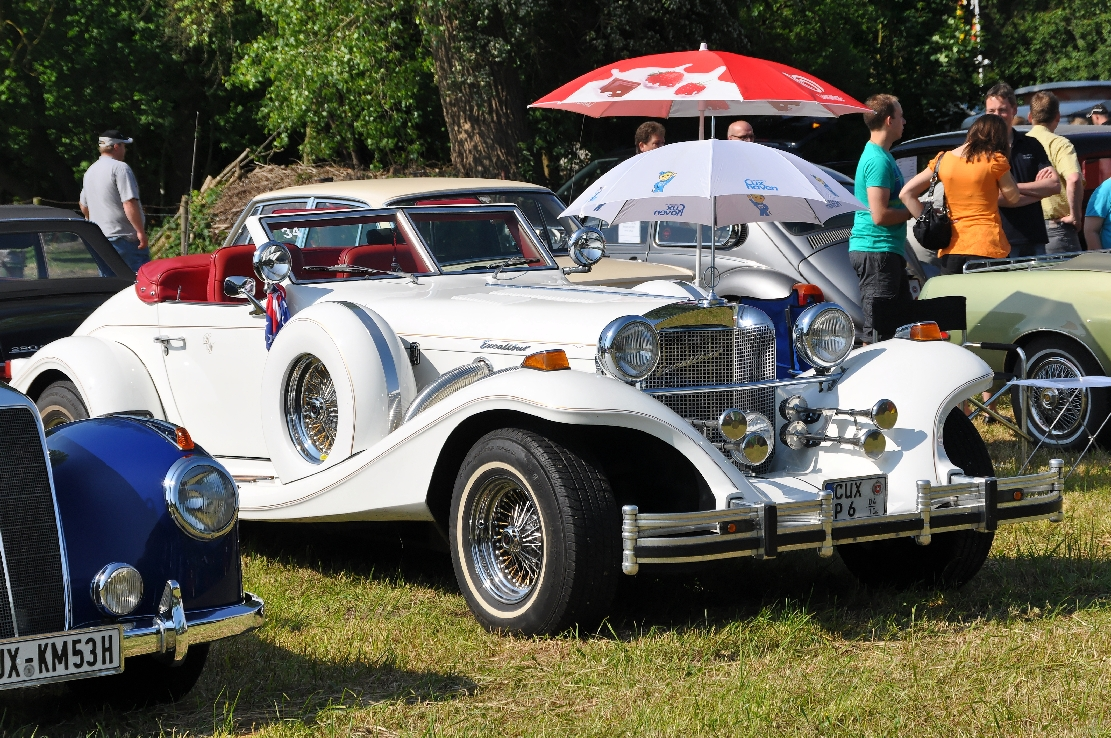
Excalibur Series VI w Niemczech

Po tym jak wieloletni prezes, stylista i pomysłodawca firmy Excalibur odszedł z przedsiębiorstwa po ogłoszenia bankructwa w 1986 roku, na stanowiskach kierowniczych zapanowała częsta rotacja, która zakończyła się dopiero 5 lat później. Nowy prezes, pochodzący z Niemiec Udo Geitlinger doprowadził do opracowania następcy dla wycofanego w 1990 z rynku modelu Series V, odrzucając jego negatywnie odebraną przez rynek koncepcję luksusowego samochodu na rzecz powrotu do koncepcji małego, sportowego roadstera w postaci modelu Excalibur Series VI.
Samochód trafił do produkcji w 1991 roku jako dwumiejscowy roadster utrzymany w typowej dla poprzednich konstrukcji firmy estetyce neoklasycznej bogatej w obłe linie i liczne chromowane ozdobniki. Do napędu Excalibura Series VI wykorzystano jednostkę V8 o pojemności 5,7 litra i mocy 300 KM.

### Sprzedaż
Excalibur Series VI był samochodem o wielokrotnie niższym wolumenie produkcyjnym, w ciągu 6 lat powstając w śladowej liczbie ręcznie składanych egzemplarzy. Był to zarazem jeden z ostatnich samochodów w historii wyprodukowanych pod tą marką, która zakończyła działalność w 1997 roku.

### Silnik
- V8 5.0l